# پارک شووالوفسکی

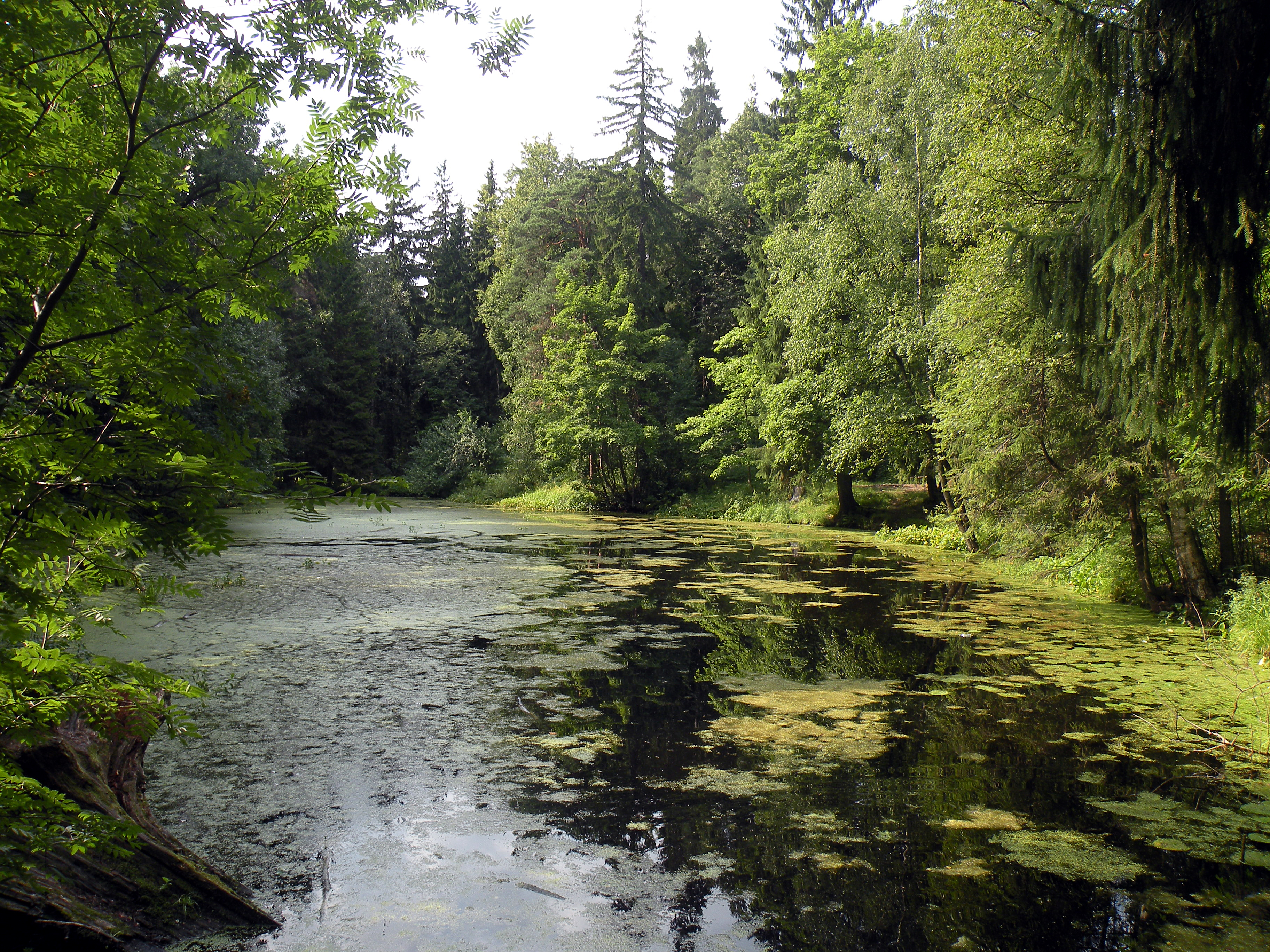

پارک شووالوفسکی (به روسی: Шуваловский парк) (در قرن نوزدهم: «باغ پارگولوفسکی») یک پارک تاریخی در روستای پارگولوو است که سابقاً به عنوان املاک خانواده اشرافی شووالوف شناخته می‌شد. این پارک در شمال شهر سن‌پترزبورگ امروزی قرار دارد.

## ویژگی‌ها
این پارک مساحتی برابر با ۱۴۲ هکتار را شامل می‌شود و در شمال رودخانه استاروزیلووکا واقع شده است. از این مساحت، ۱۳۶ هکتار به عنوان یک اثر فرهنگی حفاظت‌شده ثبت شده است، و ساخت‌وساز جدید در این محدوده ممنوع است.

## محیط طبیعی
پارک دارای تعداد زیادی درخت کاج کهن‌سال و زمینی تپه‌ای است. در گذشته، گاهی مسابقات آماتوری دوچرخه‌سواری کوهستانی در این منطقه برگزار می‌شد.